# Wales
Wales (IPA: [weɪlz], walesiül: Cymru, IPA: ['kəmrɨ] kiejtéseⓘ, magyarosan leggyakrabban velsz) Nyugat-Európában található, egyike az Egyesült Királyságot alkotó négy tagországnak.
Néha használják a Walesi Hercegség kifejezést (walesiül Tywysogaeth Cymru), de a walesi herceg nem vesz részt Wales kormányzásában, és a kifejezés sokakban ellenérzést kelt. Wales politikai önállósága 1282-ben szűnt meg, amikor I. Eduárd angol király legyőzte II. Llywelyn (eredeti neve Llywelyn ap Gruffudd) walesi herceget a cilmeri csatában, bár Wales törvényeinek egy része egészen az Angliával való egyesülésig, tehát 1535–1542-ig érvényben maradt.
Fővárosa 1955 óta Cardiff, de a walesi herceget Caernarfonban iktatják be, és a 15. század elején, Owain Glyndŵr (Owen Glendower) lázadása idején Machynlleth volt a parlament székhelye. 1999-ben megalakult a walesi parlament, melynek korlátozott hatásköre van. Az ország függetlenné válását a Plaid Cymru nevű ellenzéki párt támogatja.

## Neve
Wales neve a germán walha szóból ered, ami idegent, külföldit jelent, és feltehetően a volcae, egy galliai nép nevéből ered. Amikor a Galliában élő kelták romanizálódtak, a szó a „római ember” jelentést vette fel, és még ma is jelen van a vallonok, a vlachok (Havasalföld lakói), vagy Cornwall „-wall” végződésében. A walesiek országukat Cymrunak hívták, ami a régi walesi nyelvben talán vidéki embereket jelentett. A „Cymru” (autentikusan cumree) szó egy része megtalálható például Cumberland és Cumbria nevében.

## Földrajz

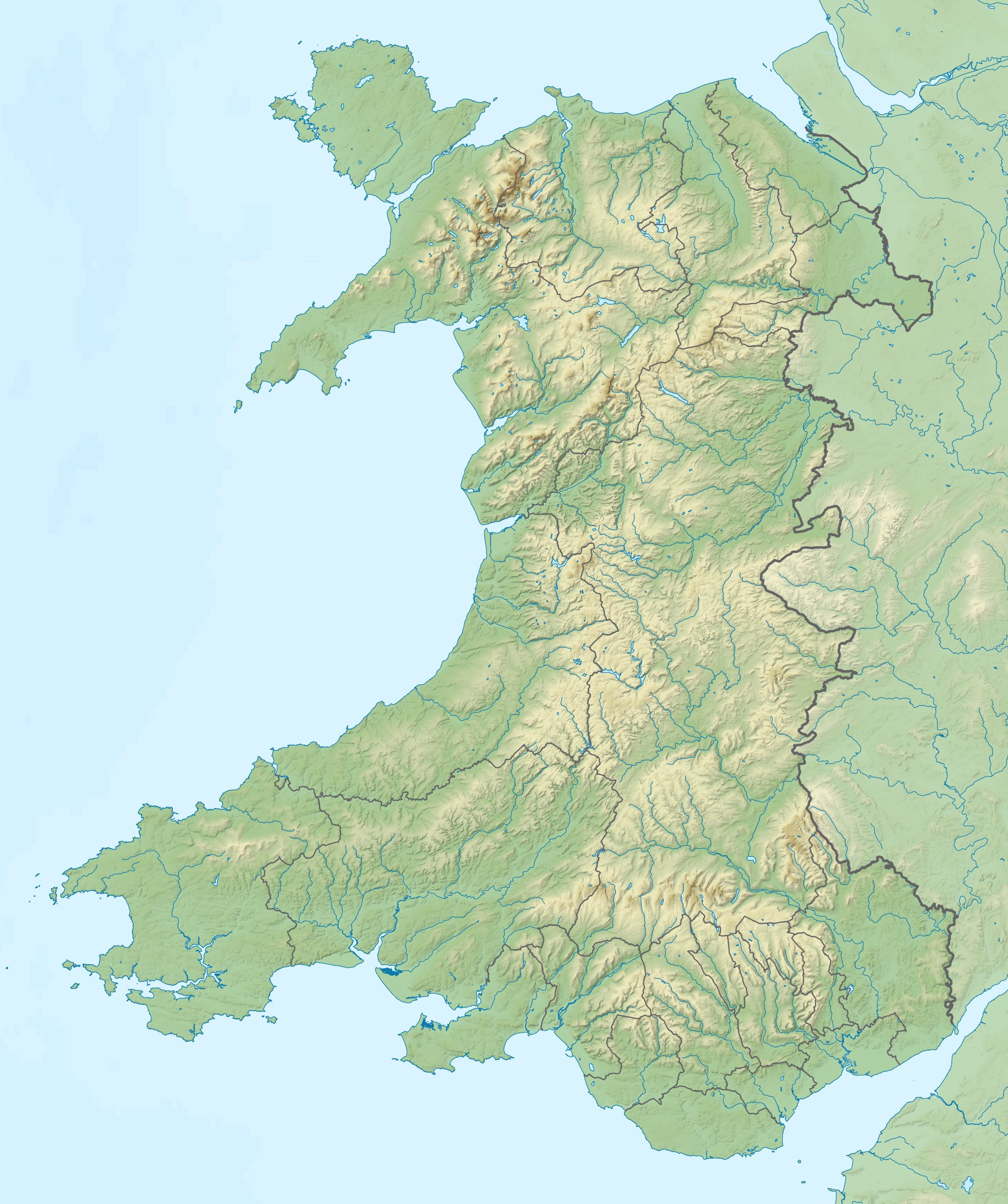
Wales domborzati térképe

Wales a nyugati félgömb 2° és 5° hosszúsági körei között és az északi félteke 51° és 53° szélességi körei között, a Brit-sziget nyugati részén helyezkedik el. Északon és nyugaton az Ír-tenger, délnyugaton a Kelta-tenger és a Szent György-csatorna, míg délen a Bristoli-csatorna határolja.  Keleten 260 km hosszú határ választja el a szomszédos Anglia Cheshire, Shropshire, Herefordshire és Gloucestershire megyéitől. Wales területe 20 779 km², amivel az Egyesült Királyság harmadik legnagyobb országa Anglia és Skócia után.

### Domborzat

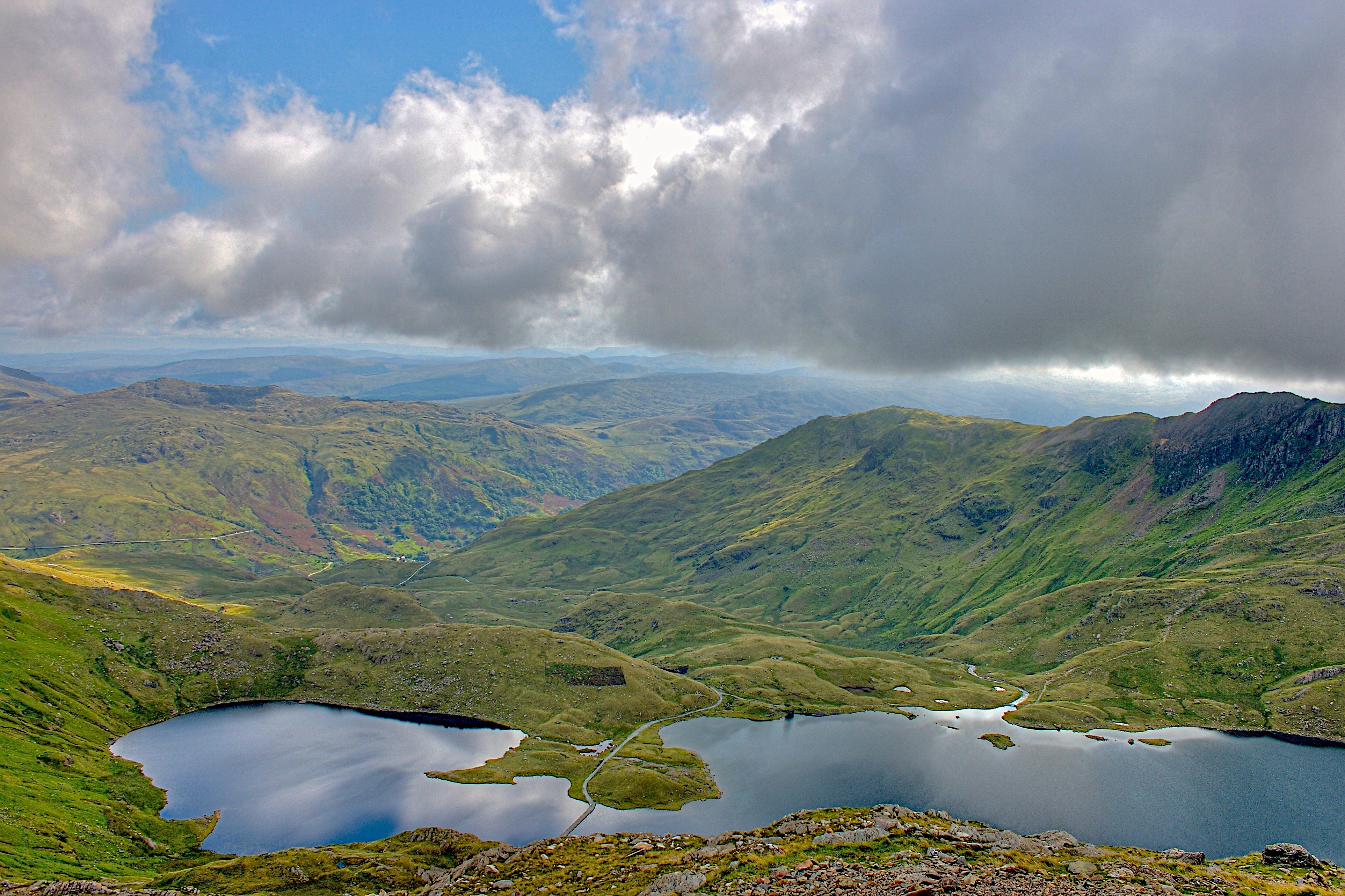
Snowdonia

Wales területének legnagyobb része hegyvidéki jellegű, különösen az ország északi és középső tájai, a vonulatok formakincse az eljegesedés hatására alakult ki. Északon helyezkedik el a legmagasabb hegység, Snowdonia (Eryri), a legmagasabb csúcs az 1085 m magas Snowdon (Yr Wyddfa). Wales középső részén a Cambriai-hegység hegyláncai húzódnak, míg délen a Brecon Beacons (Bannau Brycheiniog) csúcsai emelkednek. A hercegség partvonala 2704 km hosszú és több mint 50 kisebb-nagyobb sziget tartozik hozzá. A legnagyobb földdarab Anglesey (Ynys Môn) szigete.

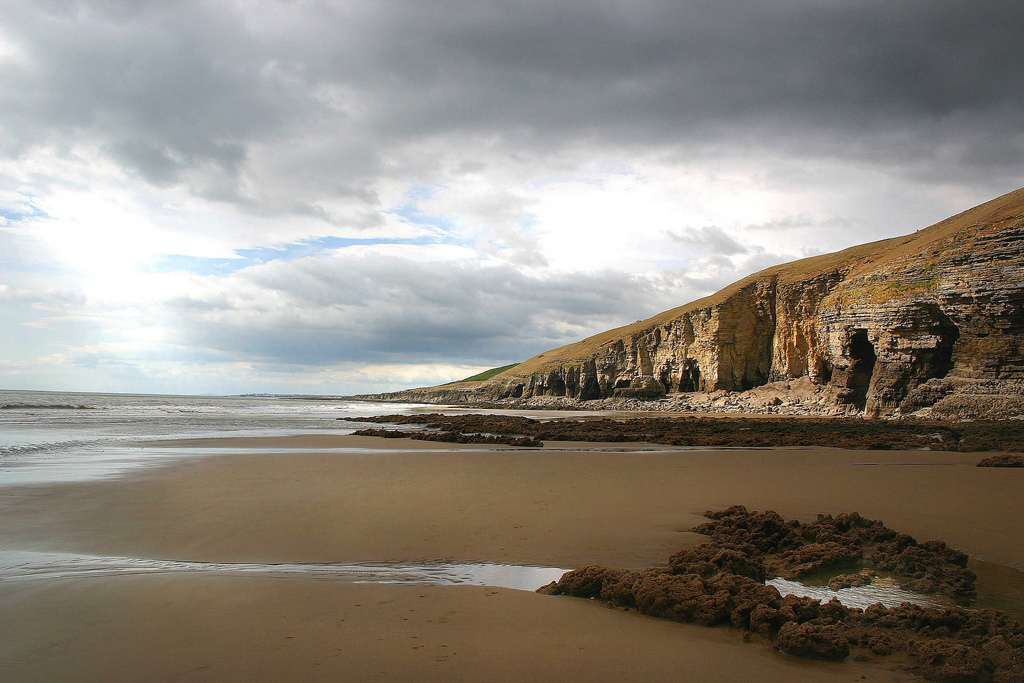
Southerndown tengerpartja

Wales belső területeinek felszínét elsősorban óidei (ordovícium, devon és szilur kori) kőzetek alkotját, míg a partvidéken fiatalabb üledékes kőzetek találhatóak. A legidősebb kőzetek, például gneisz Anglesey szigetén és a Llŷn-félszigeten fordulnak elő, vulkanikus formációk elsősorban a Snowdonban találhatóak meg, a délkeleten emelkedő hegyek anyaga pedig vörös homokkő.
Wales a korai geológiai kutatások egyik fő helyszíne volt, így több földtörténeti korszak is az országhoz kapcsolódóan kapta a nevét. A szilurt és az ordovíciumot az ókori Wales területén élő kelta törzsek után nevezték el, míg a kambrium időszak az ország latin neve után kapta nevét.
A jégkorszakban Wales területét állandó jégtakaró borította, majd az eljegesedés határának északra tolódásával számos talajtípus alakult ki. A partvidékek alacsonyabban fekvő területeit barna erdőtalaj borítja, míg a dombvidékeken a humuszban gazdag, a nagy csapadék hatására kilúgozott umbrizol, a legmagasabb hegységekben pedig a podzol talajtakaró jellemző.

### Vízrajz

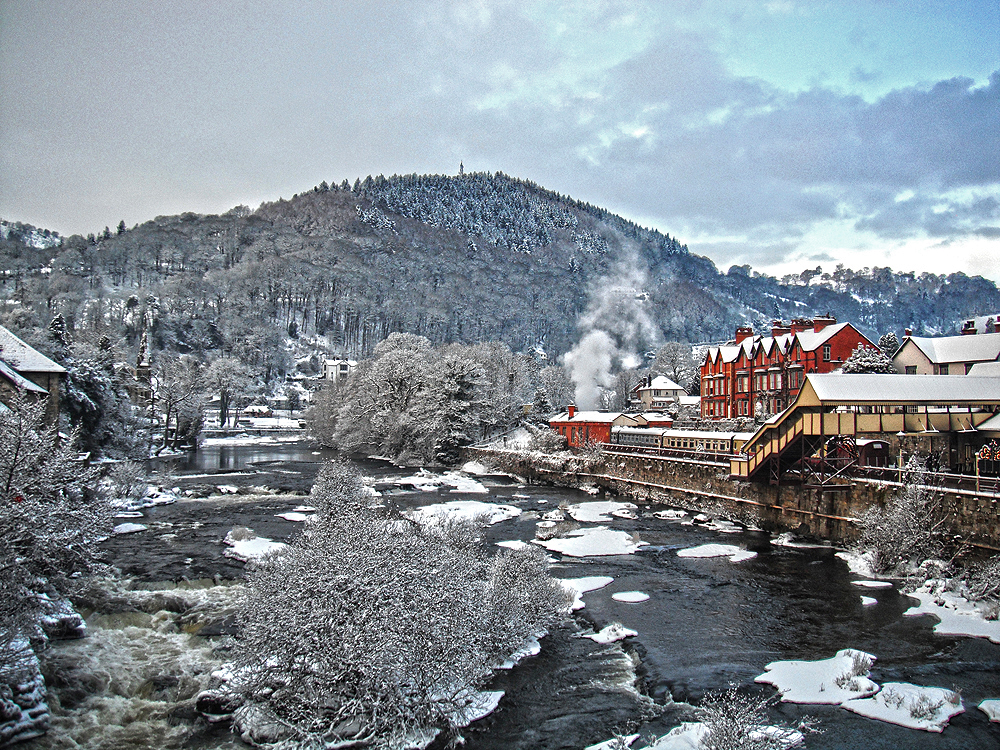
A Dee-folyó télen

A bőséges csapadékmennyiség ellenére a folyók többnyire kis vízhozamúak és rövid út megtétele után a tengerbe ömlenek. Ez alól kivétel a Cambriai-hegységben eredő Severn, amely a Brit-sziget leghosszabb folyójaként Walest elhagyva Anglia területén ömlik a Bristoli-csatornába. Fontos vízfolyás továbbá a Wye és a Dee-folyó is. Az ország területén számos tó található, ezek elsősorban glaciális eredetűek. A legnagyobb természetes állóvíz a Bala-tó (Llyn Tegid). Nagyszámú vízerőmű vesz részt az energiatermelésben és számos víztározó biztosítja a lakosság ivóvízellátását.

### Éghajlat
Wales a mérsékelt öv óceáni éghajlatú területéhez tartozik, az időjárás általában felhős, nedves és szeles, de enyhe. Az éves középhőmérséklet a tengerpartokon 9,5-11 °C között ingadozik, a hegységekben hűvösebb és sokkal szélsőségesebb az időjárás. Amíg a parti síkságokon enyhék a telek és az éves napfénytartam eléri az évi 1750 órát, addig a hegyvidékeken a téli évszakban gyakran előfordulnak havazások és a napfénytartam is csak 1100 óra. Az évente lehulló 850–1000 mm csapadékot az Atlanti-óceán felől érkező szelek szállítják.

### Élővilág

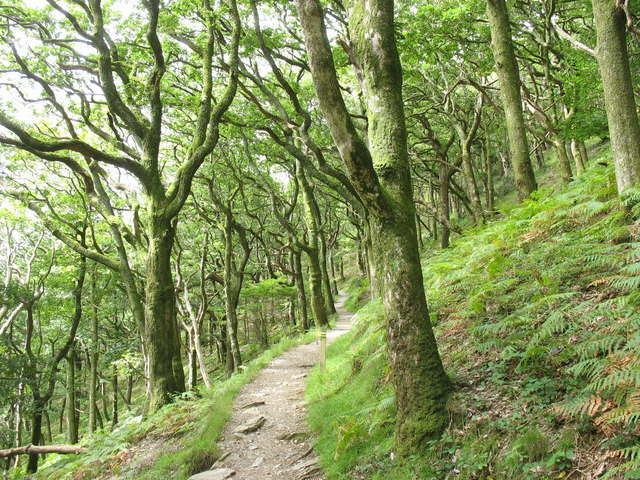
Kocsánytalan tölgy erdő Llanberis mellett

Wales területének természetes növénytakaróját a lombhullató erdők alkotják, azonban a vaskor óta zajló erdőirtás megtizedelte az erdőségeket. A földterület 80%-át hasznosítja a mezőgazdaság, elsősorban legelőként. Az utóbbi évtizedekben komoly erdőtelepítési programok zajlottak, jelenleg az országrész területének 15%-át borítja erdő. A legjellemzőbb növénycsaládok a tölgy, bükk, nyír és a platán fafajtái, a cserjéket a mogyoró és berkenyefajok képviselik. 

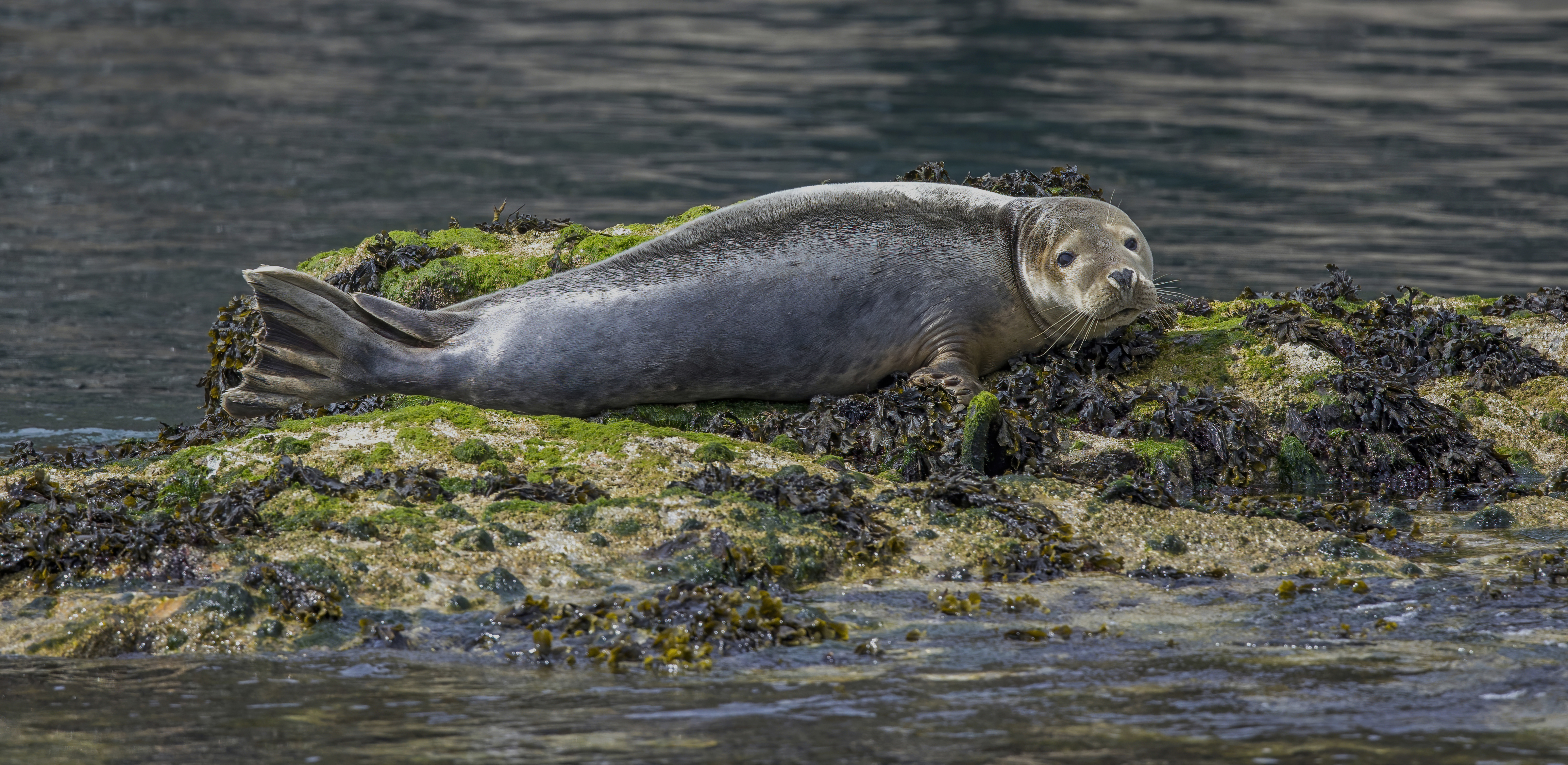
Borjúfóka Pembrokeshire tengerpartján

A hercegség sokféle tájai gazdag állatvilágnak adnak otthont, a madárvilág legjellegzetesebb képviselői a vörös kánya, a halászsas, a lunda és az atlanti vészmadár. A hajdan elterjedt barna medvék, farkasok, hiúzok és vaddisznók az intenzív vadászat hatására kipusztultak, jelenleg a gímszarvas és az európai őz mellett  a horgasszőrű denevér, az újra betelepített eurázsiai hód és a vörös mókus képviselik a szárazföldi emlősöket. A tengerparti vizek a palackorrú delfin, a disznódelfin valamint a kúpos és borjúfóka populációnak nyújtanak élőhelyet.

### Nemzeti parkok és világörökségi helyszínek
Wales területén három nemzeti park található, ezek összesen az ország 20%-át fedik le. A legrégebbi nemzeti park, Snowdonia 1951-ben jött létre, a 2142 km²-es terület a névadó hegység látványos csúcsairól, vízeséseiről, várromjairól és gőzvasútjairól híres. Wales délnyugati tengerpartját foglalja magába a 629 km² kiterjedésű Pembrokeshire Coast Nemzeti Park, amely látványos sziklaalakzatairól, túraútvonalairól és tengeri élővilágáról ismert. A harmadik védett területet, az 1344 km² kiterjedésű Brecon Beacons Nemzeti Parkot 1957-ben hozták létre, a dél-walesi felföld hegyeivel, tavaival és barlangjaival minden évben számos turistát vonz, a látogatók magas számához hozzájárul a főváros, Cardiff közelsége is.
Az ország négy világörökségi helyszínnel rendelkezik, ezek mindegyike a kulturális kategóriába tartozik. Wales északi részén, a Snowdonban és környékén helyezkednek el a nagy múltú palafeldolgozás emlékhelyei, ezt a tevékenységet már az ókorban is folytatták a tájegységen. I. Eduárd király várai és városfalai Gwynedd grófságban az 1280-as években épültek fel egy esetleges walesi lázadás megelőzésének érdekében, az erődítményrendszer 1986-ban lett a Világörökség része, itt található a Caernarfoni vár is. Az ipari forradalom remekműveként tartják számon a hajózható Pontcysyllte vízvezetéket, amely 38 méteres magasságban vezeti át az Ellesmere-csatorna vizét a Dee völgye fölött. A negyedik helyszín Blaenavon ipartörténeti műemlékei, a dél-walesi kisváros 1789-ben nyílt vasfeldolgozó üzemével vált az európai ipari örökség fontos részévé.

## Történelme

### Őskor

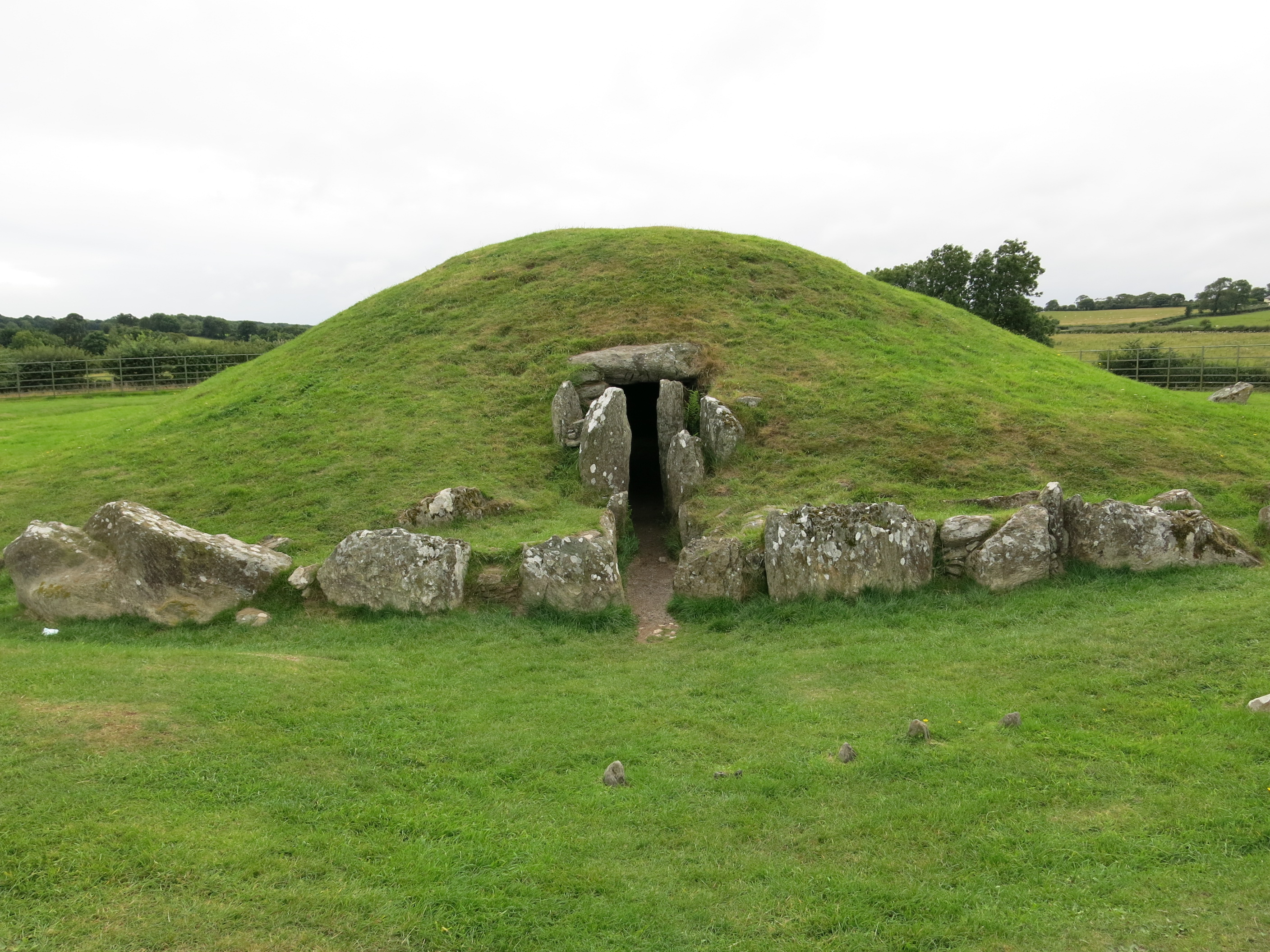
Bryn Celli Ddu, egy újkőkorszaki kamrasír Anglesey szigetén

Az emberiség jelenlétének legkorábbi bizonyítéka Walesben egy neandervölgyi állcsont, amelyet északon, a Pontnewydd-barlangban tártak fel. A lelet egy 11 éves gyermekhez tartozott, aki 230 000 éve, a korai kőkorszakban élt. A modern embertől származó első maradványok mintegy 29 000 évesre datálhatók, de a folyamatos jelenlétük csak 10-12 000 éve, az utolsó jégkorszak vége után kezdődött el, amikor a középső kőkorszaki vadászó-gyűjtögető életmódot folytató csoportok migrációja elérte Britanniát. A klíma melegedésével párhuzamosan a gleccserek visszahúzódtak, Wales területe beerdősödött és a tengerszint növekedése miatt Nagy-Britannia és Írország szigetté vált. Még mintegy 6 000 éve is nagyjából 10 méterrel alacsonyabb volt a vízszint a jelenleginél, John Davies walesi történész elmélete szerint a helyi mitológiában szereplő elsüllyedt királyság, (a „walesi Atlantisz”) Cantre'r Gwaelod ennek a korszaknak az emlékét őrzi.
Az újkőkorszakban újabb migrációs hullám érte el Walest, ekkor a meglévő népesség összekeveredett az újonnan érkezőkkel, átvéve azok letelepedett életformáját, így nagyjából 6000 éve lezajlott a neolitikus forradalom. Nagy területeken kiirtották az erdőket, legelőket és szántóföldeket alakítottak ki, elsajátították a kerámia és textilkészítés technológiáját, valamint megalitokat építettek. Amikor a rómaiak megérkeztek a területre, öt kelta törzs élt Walesben, az ordovíciusok, deceanglusok, cornoviusok, szilurok és demetaeusok.

### Római kor

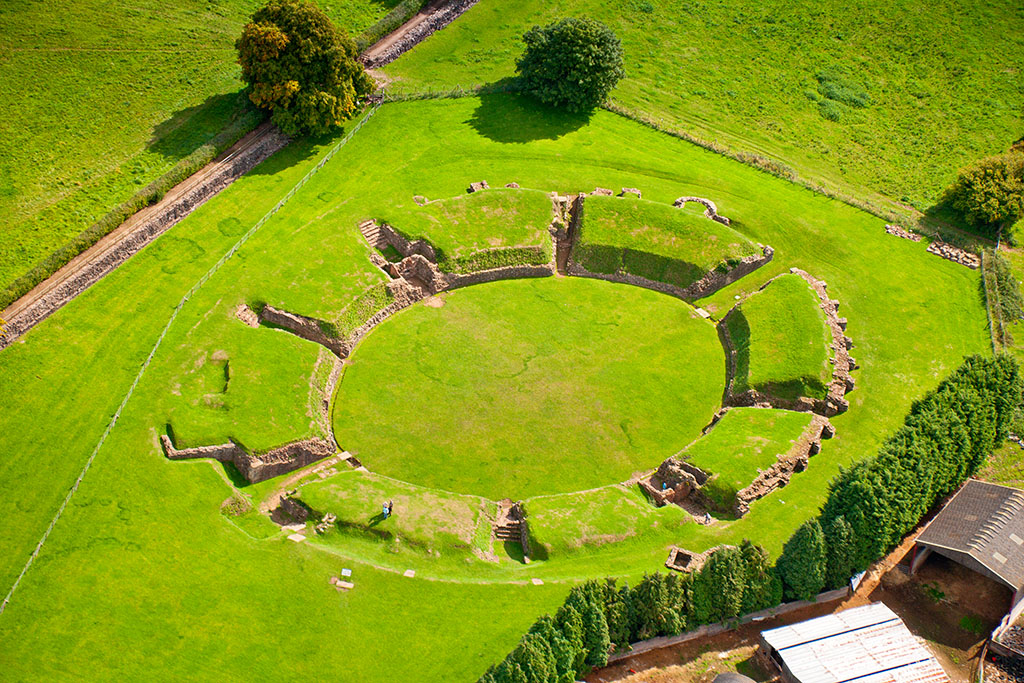
A caerleoni római amfiteátrum

Az első lejegyzett történelmi esemény Britannia római meghódítása volt, amely Kr.u. 48-ban vette kezdetét és mintegy 30 évig tartott, amíg a teljes terület felett megszerezte az ellenőrzést a birodalom. Az őslakos törzsek közül a szilurok és az ordovíciusok ellenálltak, utóbbiak vezére, Caratacus hosszú időn keresztül sikeresen vezetett hadjáratokat a megszállók ellen. Tacitus római történetíró elbeszélése alapján végül elfogták és Rómába hurcolták, azonban a törzsfő szónoklata annyira lenyűgözte a szenátust, hogy utána szabad emberként élhetett a fővárosban. Wales mintegy 300 éven keresztül állt római uralom alatt.
A romanizáció elsősorban a mai Dél-Wales területén területén volt jelentős, ahol a rómaiak Venta Silurum városát (ma Caerwent) és egy sor erődítményt építettek. A birodalom kihasználta, hogy a terület gazdag ásványkincsekben és ólom, réz és aranybányákat nyitottak, a legfontosabb helyszín Dolaucothi volt. Isca Augusta (ma Caerleon) városában épült föl a központi légiós erődítményt, melynek amfiteátruma ma a legjobb állapotban van a Britanniában építettek közül. A 4. században a kereszténység is eljutott Walesbe és az egyházüldözés vége után gyorsan nőtt követőinek száma.

### Korai középkor
| Zászló | Királyság  | Főváros (970-ben) | Fennállás                           | Uralkodók listája    | Térkép |
| ------ | ---------- | ----------------- | ----------------------------------- | -------------------- | ------ |
|        | Gwynedd    | Aberffraw         | 401–1216                            | Gwyneddi királyok    |        |
|        | Powys      | Mathrafal         | 5.század-1160                       | Powysi királyok      |        |
|        | Deheubarth | Dinefwr           | 920–1197                            | Deheubarthi királyok |        |
|        | Morgannwg  | Cardiff           | 7.század-745 942–974 1055/1063–1091 | -                    |        |
|        | Gwent      | Caerwent          | 5.század-1075                       | -                    |        |

Wales korai középkori történelme 410-ben kezdődött, amikor Britanniában összeomlott a római uralom. Wales területén királyságok alakultak. Az angolszász törzsek többször próbálkoztak a királyságok legyőzésével, de az emberek heves ellenállása és a walesi hegyvidék miatt nem jártak sikerrel. Mercia királya, Offa egy nagy falat és árkot csináltatott a merciai-walesi határon, hogy a legyőzött Powys Királyságot országához csatolja. A fal egyes részei még ma is láthatók.
A keleti területeket, melyeket Anglia szerzett meg, a walesi lakosság Lloegyrnek hívta, aminek szó szerinti jelentése „elveszett földek”; a kifejezés később Anglia walesi nevévé vált. Az angolszászok viszont a római-briteket a már korábban említett walha szóval jelölték, aminek jelentése idegen, külföldi. A walesiek egészen a 12. századig Brythoniaidnak (britek) nevezték magukat, bár a Cymru és az y Cymry kifejezéseket már 633-ban használta Aneirin, egy brit költő. A 930 körül íródott Armes Prydainban a Cymry és a Cymro tizenötször fordul elő, de a Brythoniaid csak a 12. századra tűnt el az írásokból.

### Érett középkor

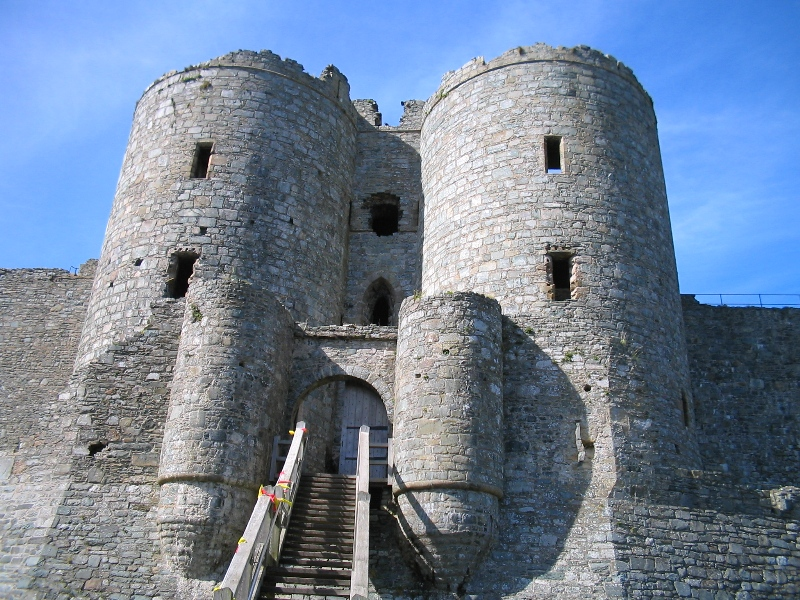
Harlech vára

A normannok 1066-os győzelme után Wales függetlensége fokozatosan megszűnt. 1282-ben I. Eduárd angol király csatában legyőzte II. Llywelynt, az utolsó független walesi herceget. Eduárd – hogy uralma alatt tartsa a walesieket – több kővárat építtetett, melyek közül a legismertebbek Beaumaris, Caernarfon, Conwy és Harlech.

### Késő középkor
Az országot hivatalosan 1535-ben csatolták Angliához, VIII. Henrik uralkodása idején, aki történetesen walesi volt. Az 1746-os Wales és Berwick törvény kimondta, hogy minden törvény, ami Angliában életbe lép, az automatikusan Walesben is életbe lép (valamint az angol-skót határon fekvő Berwick nevű városban), ha a törvény mást nem mond.

### Modern kor
A 20. században a walesi nemzeti mozgalom újjáéledt. A mozgalmat a Plaid Cymru (Wales Párt) vezette, mely nagyobb autonómiát akart szerezni az országnak  Angliától és jelenleg Wales teljes függetlenségéért kampányol. 1955-ben azokra a területekre, melyeken az angliai törvények voltak érvényben, az Anglia és Wales kifejezést kezdték használni; ugyanebben az évben Wales fővárosa Cardiff lett. 1962-ben megalakult a Walesi Nyelvi Társaság, hogy megakadályozzák a nyelv kihalását. A nacionalizmus egyre erősödött, részben a Tryweryn-völgy 1965-ös elárasztása miatt, amivel egy falut, Capel Celynt víztározó építésére akarták kényszeríteni, hogy Liverpool vízellátását biztosítsák. 1966-ban a Plaid Cymru először jutott be a parlamentbe. Rövid ideig a nacionalista mozgalmak, például a Szabad Wales Hadsereg terrorhadjáratot indítottak. A Károly herceg 1969-es beiktatása előtti években vízvezetékeket, adó- és egyéb hivatalokat robbantottak fel. 1969-ben érvénytelenítették az 1746-os Wales és Berwick törvényt, törvényben mondták ki Wales létét és Angliával való szövetségét.
1979-ben népszavazást írtak ki arról, hogy alakuljon-e közgyűlés, melyen a „nem” szavazatok voltak többségben. Egy 1997-es szavazás eredményét az igen kis többség ellenére megóvták. Végül 1999-ben megalakult a walesi parlament; ez határozza meg a központi költségvetés walesi fejezetének felosztását.

### Decentralizáció és autonómia
Lásd még: 
- Walesi függetlenségi mozgalom
- A walesiek argentínai emigrációja

## Államszervezet és közigazgatás

### Városok
Wales erőteljesen urbanizált területnek számít, a lakosság 4/5-e városokban él, elsősorban a dél-walesi városövezetekben, ahol a legnagyobb városok, Cardiff, Swansea és Newport is találhatóak. Számos városi jellegű település található az angol határ és az északi tengerpart mentén is, ezzel szemben a terület középső és nyugati része ritkán lakott és vidékies.
A középkor folyamán a legelterjedtebb településtípust a kisebb csoportokban álló tanyák képezték. Az első városnak mondható települések a normann hódítás idején épültek az újonnan épült várak mellett, de ezek még nem rendelkeztek nagyszámú lakossággal. A robbanásszerű urbanizáció az ipari forradalom időszakában zajlott le, elsősorban az 1850 és 1950 között eltelt száz év folyamán. A dél-walesi megyék messze megelőzték városiasodás tekintetében a legtöbb európai országot, 1951-re pedig már kialakult egy összefüggő városövezet ami Londontól egészen Wales déli részéig terjedt.
Walesben hét city státusszal rendelkező város van: Bangor, Cardiff, Newport, St Asaph, St Davids és Swansea, ezekhez csatlakozott Wrexham 2022-ben. A city státusz nincs összefüggésben a lakosságszámmal, az uralkodó adományozza, birtoklása inkább egyfajta presztízsnek számít, legtöbbször katedrálissal rendelkező települések kapták meg.
| Cardiff Swansea | Sorszám | Város neve     | Népesség (2021) | Sorszám | Város neve  | Népesség (2021) | Newport Wrexham |
| Cardiff Swansea | 1.      | Cardiff        | 348 535         | 11.     | Aberdare    | 37 675          | Newport Wrexham |
| Cardiff Swansea | 2.      | Swansea        | 170 085         | 12.     | Caerphilly  | 33 105          | Newport Wrexham |
| Cardiff Swansea | 3.      | Newport        | 130 890         | 13.     | Pontypridd  | 31 900          | Newport Wrexham |
| Cardiff Swansea | 4.      | Barry          | 56 605          | 14.     | Port Talbot | 31 555          | Newport Wrexham |
| Cardiff Swansea | 5.      | Bridgend       | 51 760          | 15.     | Colwyn Bay  | 29 275          | Newport Wrexham |
| Cardiff Swansea | 6.      | Cwmbran        | 47 090          | 16.     | Pontypool   | 29 070          | Newport Wrexham |
| Cardiff Swansea | 7.      | Wrexham        | 44 785          | 17.     | Penarth     | 28 395          | Newport Wrexham |
| Cardiff Swansea | 8.      | Llanelli       | 42 155          | 18.     | Rhyl        | 26 990          | Newport Wrexham |
| Cardiff Swansea | 9.      | Neath          | 40 730          | 19.     | Ebbw Vale   | 19 630          | Newport Wrexham |
| Cardiff Swansea | 10.     | Merthyr Tydfil | 39 535          | 20.     | Maesteg     | 18 335          | Newport Wrexham |

### Politika

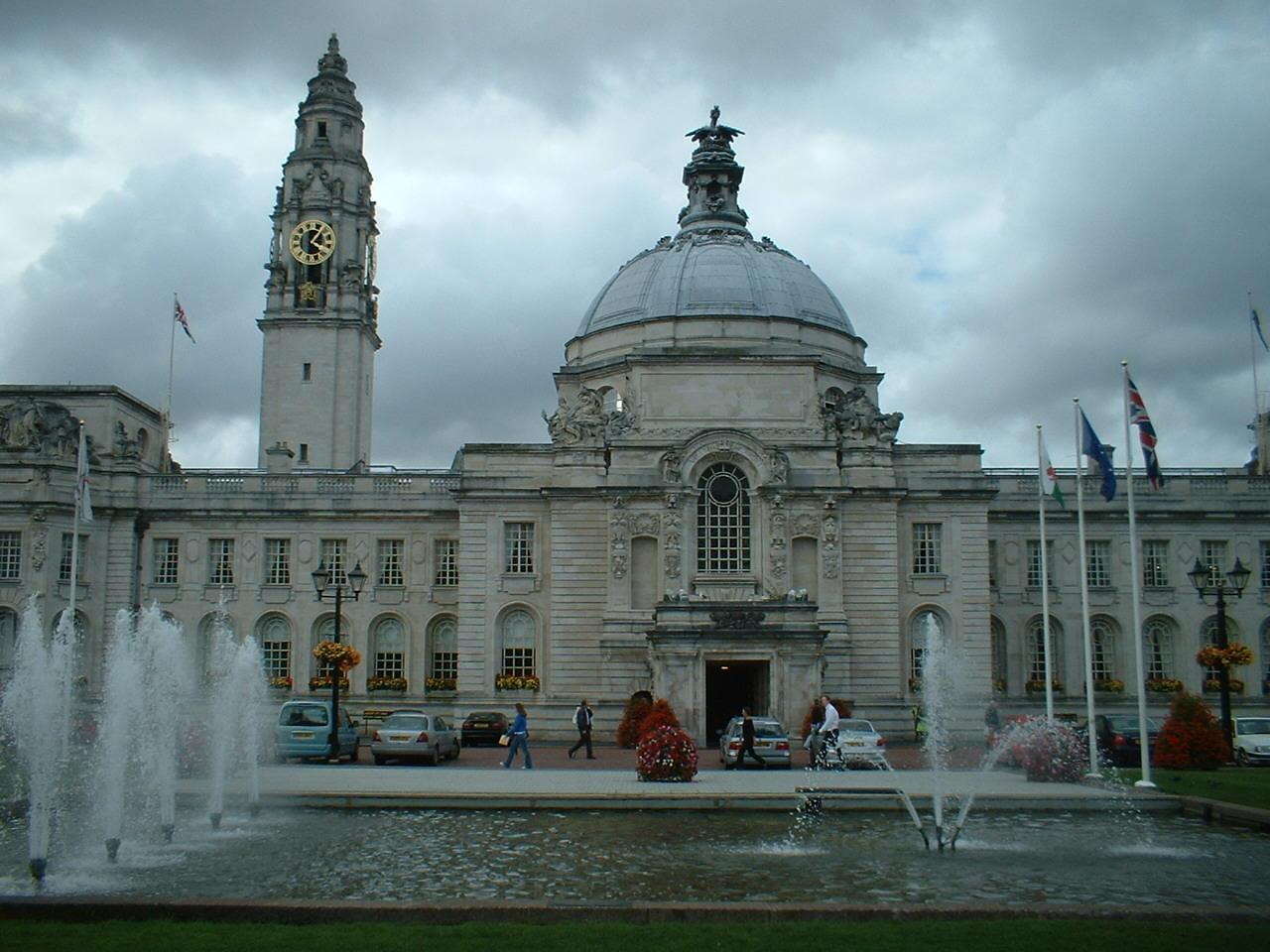
A cardiffi városháza

Mivel Wales az Egyesült Királyság része, az államfő a mindenkori brit uralkodó, 2022 óta III. Károly. A végrehajtó hatalom a király kezében van, de a hatalmat az Egyesült Királyság Parlamentje gyakorolja, néhány területen azonban az irányítás jogát átadták a Walesi Nemzetgyűlésnek. Wales elsődleges törvényhozó testülete az angol parlament. Másodlagos törvényhozó testületként a Nemzetgyűlésnek korlátozott joga van a Walesben érvényes törvények módosítására. A Nemzetgyűlés nem szuverén testület, elvileg a brit parlament meg is szüntetheti azt.
A Nemzetgyűlést 1998-ban alapították a Wales kormányzatáról szóló törvény rendelkezése szerint. A Nemzetgyűlésnek 60 tagja van. Közülük 40 egyszerű szavazattöbbséggel kerül be, a többi 20 pedig regionális listákról. A győztes párt választja meg Wales első miniszterét, aki a kormányfő szerepét is betölti. A végrehajtó hatalmat a Walesi Nemzetgyűlés Kormánya gyakorolja, és a Nemzetgyűlés legtöbb jogát erre a kormányra ruházza.
Wales első minisztere jelenleg Eluned Morgan (2024 óta), a Munkáspárt tagja, aki kisebbségben lévő kormányt vezet. A legnagyobb ellenzéki párt, a Plaid Cymru az Egyesült Királyság tól való teljes függetlenséget hirdeti. Jelen van még a Konzervatív Párt, a Liberális Demokraták (az első Nemzetgyűlésben a Munkáspárttal kötöttek koalíciót) és az Előre Wales. Napjainkban a legtöbb vita arról folyik, hogy a Walesi Nemzetgyűlés a skót parlamenthez hasonló jogokat kapjon-e és ez legyen az elsődleges törvényhozó szervezet, vagy sem.
A brit Alsóházban Walesnek 40 képviselője van. Wales minisztere a brit kormány tagja és ott az ország ügyeit képviseli. A Wales Hivatal a brit kormány Walesért felelős minisztériuma. A miniszter jelenleg Jo Stevens.
A Nemzetgyűlés új épületét Richard Rogers tervezte és 2006. március 1-jén, Szent Dávid napján II. Erzsébet királynő nyitotta meg.

#### Törvények
Wales törvényhozása megegyezik Angliáéval, azzal a megkötéssel, hogy a kettőt Anglia és Wales néven említik. Walest hivatalosan 1535-ben, VIII. Henrik uralkodása idején csatolták Angliához. Az 1746-os Wales és Berwick törvény kimondta, hogy minden törvény, amit Angliában elfogadnak, az Walesben (és az angol-skót határon fekvő Berwickben) is érvényes, ha a törvény mást nem mond. A törvényt 1967-ben törölték el.

## Népesség

### Népességváltozás

A walesi nyelvűek aránya a 2011-es népszámlálás szerint

| Lakosok száma | 422 479 | 378 461 | 587 245 | 904 400 | 1 280 413 | 2 012 875 | 2 593 332 | 2 644 023 | 3 063 456 | 3 131 640 |
|               | 1570    | 1670    | 1801    | 1831    | 1861      | 1901      | 1931      | 1961      | 2011      | 2022      |

### Nyelv
Walesben hivatalos nyelv a walesi és az angol.

#### Wales angol nyelvűvé válása
Walesnek kétnyelvű irodalma és kultúrája van. Egyik angol, másik walesi nyelven írott. A Welsh (walesi) szó germán eredetű, jelentése „idegen, külföldi”. A Cymru szóból eredő Cymraeg kelta szóval illetik gyakran az országot és lakosait. Ugyanakkor gyakran használatos az Anglo-Welsh, azaz walesi-angol megjelölés, ami az angol hódítás nyomán kialakult kettős nemzeti kötődésre utal és több, walesi irodalommal és kultúrával foglalkozó író és tudós számára elfogadhatatlan.
Az angol nyelv és kultúra betörésének gyökerei a XIII. századig visszanyúlnak, mikor is I. Eduárd meghódította a ma Walesként ismert kelta területeket. Ennek ellenére az ipari forradalom volt az az időszak, amikor az angol nyelvű walesi irodalmi közeg életre kelt. A XVIII. században Wales ugyanis kettészakadt: a mezőgazdasággal foglalkozó, vidékies Északra és iparosodott Dél-Walesre. Az ipar fellendülése egyre több angol és ír betelepülőt csalt a déli területekre, ami szinte egyszerre vezetett a kulturális konfliktus kiéleződéséhez, és a modern walesi függetlenségi mozgalom gondolatának megszületéséhez. A walesi kultúra elfojtásának szimbolikus dokumentuma az 1847-ben publikált bizottsági jelentés, amelyet Blue Books-ként („Kék könyvek”) emlegetnek. Ez egyrészt felfedte az akkor kiszélesedő közoktatásban jelenlévő nyelvi ellentéteket: a még túlnyomóan csak walesit beszélő gyerekeket főként angol, csak angolul beszélő, angol tankönyveket használó tanárok tanították az iskolákban. Valamint asszimiláló gesztussal a walesi nyelv használatát jelölte meg az ország kulturális elmaradottságának és erkölcsi fertőjének okaként. Ez igazolja az ezt követő rendkívül agresszívan angolosító nyelv- és kultúrpolitikát.
Közvetlen következményeként a 20. századig az angol vált kötelező nyelvvé a közoktatásban. Az eredmény a 19. század végére lett igazán látványos: kialakult a mai állapot, vagyis az országban szinte mindenki beszél angolul és az angol gyakorlatilag a fő nyelv, noha Wales 1998 óta hivatalosan is kétnyelvű. A lakosság jelentős – főleg a kevésbé iparosodott északon és nyugaton jellemzően nagyobb – százaléka beszéli a walesit. Az 1960-as évekig Walesben nem voltak angol nyelvű kiadók. Az angol nyelvű szerzők Angliában voltak kénytelenek megjelentetni műveiket.
Tehát az iparosítás, az ezzel járó népességmozgás, valamint a brit birodalmi politika erőfeszítései a XX. század fordulójára megalapoztak egy viszonylag széles körű, angol nyelvű, a walesi témák iránt érdeklődő olvasótábor létrejöttét Walesben. A nemzeti identitás meghatározásában az erőszakos nyelvpolitika következtében a walesi nyelv viszonylag háttérbe szorult, a politikával egyre inkább összefonódó vallás, illetve a mindkettő céljai számára remek terepet biztosító irodalom kezdte átvenni a szerepét. A vallás az angol kulturális befolyás elleni harc kiemelt színtere volt a XVIII. század végétől. Ennek nyomán megfigyelhető volt a nonkonformista felekezetek magas népszerűsége, vélemény- és viselkedésformáló szerepe, és az Anglikán Egyház elleni fellépése.

### Vallás
A walesiek 95%-a anglikán, a maradék 5% egyéb vallású.[mikor?][forrás?]

## Gazdaság

Wales gazdasági adatai diagrammon

Az elmúlt 250 év során Wales mezőgazdaságon alapuló gazdasága előbb ipari termelésre állt át, majd fokozatosan egy posztindusztriális gazdasággá változott. A 19. század közepétől a második világháború utáni időszakig az ország legfontosabb iparága a szén bányászata és exportálása volt. A kitermelés 1913-ban érte el csúcsát, ekkor csaknem 233 000 férfi és nő dolgozott a dél-walesi szénmezőkön, éves szinten 56 millió tonna szenet termelve ki. Ebben az időszakban Cardiff a világ legnagyobb szénrakodó tengeri kikötője volt, megelőzve Londont és Liverpoolt is. A walesi gazdaság szénkitermeléstől való függését jól mutatja, hogy az 1920-as években a felnőtt férfi lakosság több mint 40%-a a kapcsolódó nehéziparban dolgozott, így a nagy gazdasági világválság kitörése különösen súlyosan érintette a területet. Amikor az 1970-es évektől hanyatlásnak indult a nehézipar, a munkanélküliség az egekbe szökött és a növekvő könnyűipar, valamint a szolgáltatások csak lassan tudták felszívni a felszabadult munkaerőt. A Brit-szigetek más területeihez képest az átmenet a posztindusztriális gazdaságba nem zajlott sikeresen, ezt jól mutatja a tény, hogy míg 1950-ben Wales gazdasága kétszer akkora volt, mint a jóval népesebb Írországé, 2020-ban a szigetország GDP-je már a négyszerese volt a tagországénak. Ugyan az 1970-es évek vége, az 1980-as évek eleje óta jelentős mennyiségű közvetlen külföldi befektetést vonzott  Wales, ezzel párhuzamosan úgynevezett összeszerelő országgá vált, ahová a nagy cégek gyártósoraikat, összeszerelő egységeiket telepítik, de a magas fizetéssel járó tervezői és irányítói munkákat máshol végzik el. A Covid19-pandémia Wales gazdaságát is súlyosan érintette, különösen a vendéglátóiparban dolgozókat és az alacsony keresetűeket viselték meg a lezárások.
Wales GDP-je 2019-ben 97 milliárd dollár volt, ami 31 884 $-os egy főre jutó GDP-t jelent. Ez az érték kicsit alacsonyabb mint Magyarországon (36 850 $/fő), Wales körülbelül Horvátországgal és Görögországgal áll egy szinten. A népesség legnagyobb hányada a szolgáltatói szektorban dolgozik, a munkanélküliségi ráta 3,1%, ami alacsonynak számít a teljes Egyesült Királyság 4,1%-os arányához képest. Az államháztartás hiánya a 2018-19-es évben a GDP 19,4%-át tette ki. Hivatalos fizetőeszköze az angol font. 1908-ig a walesi bankok is részt vettek a pénznyomtatásban, azóta ez a Bank of England monopóliuma.
Wales gazdaságát területi kettősség jellemzi, a ritkán lakott északi részen a lakosság a mezőgazdaságban dolgozik, itt elsősorban állatot tartanak (a legelterjedtebb haszonállat a birka), míg a sűrűn lakott délen az ipar a jellemző. Az ipari szektort az acélgyártás, az olajfinomítás és bányászat (szén, cink, réz) képviseli. A feldolgozóipar elsősorban elektronikai eszközöket, autóalkatrészeket és vegyipari termékeket állít elő.

## Kultúra

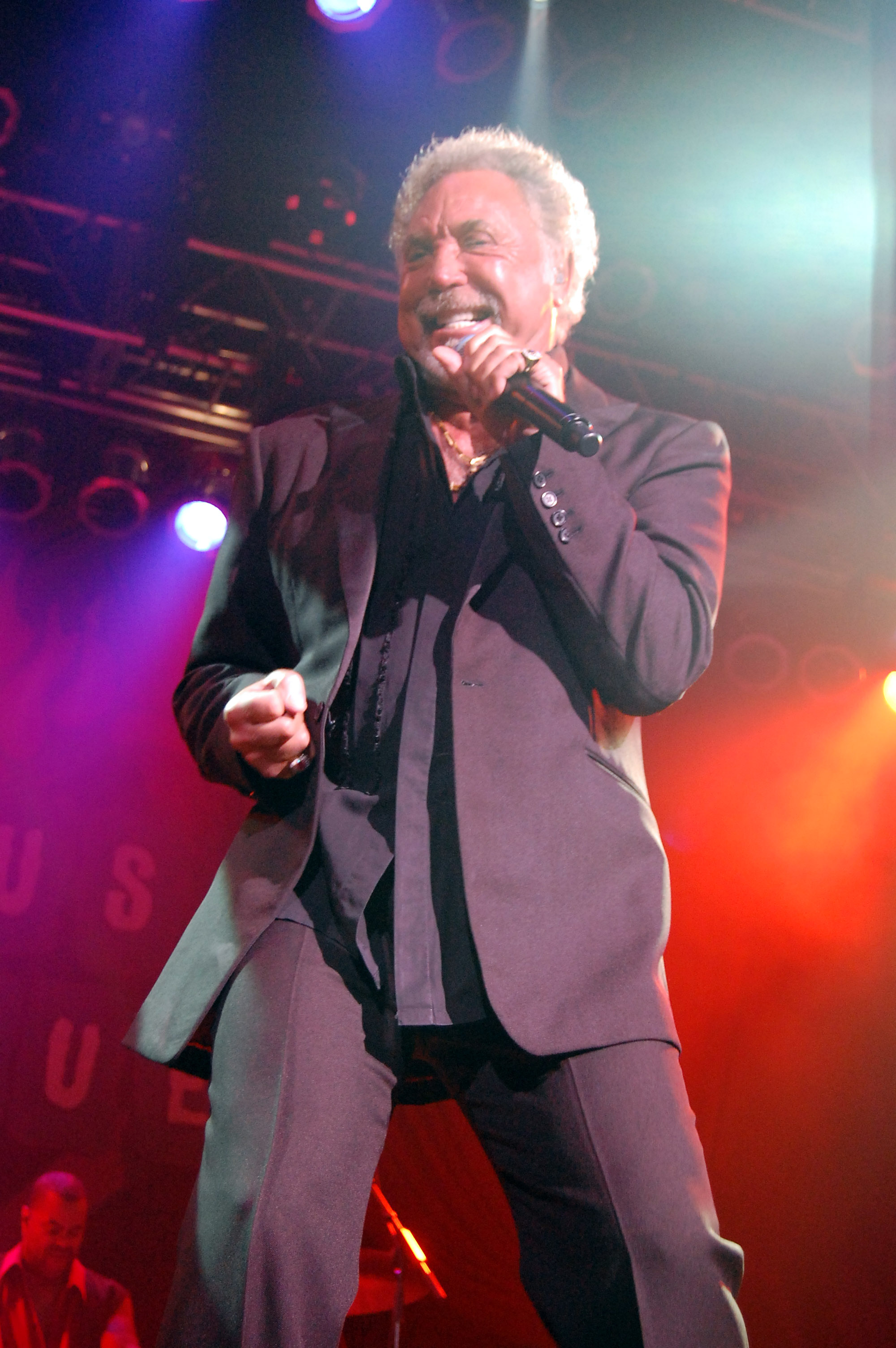
Tom Jones walesi énekes

### Zene
Wales híres a hárfásairól, férfikórusairól és szólóénekeseiről, köztük Bonnie Tyler, Tom Jones, Charlotte Church, Roger Glover, Bryn Terfel, Jem, Duffy, Katherine Jenkins és Shirley Bassey a legismertebbek. A walesi népzene, melyet sokáig elhomályosítottak az ír és skót unokatestvérek, újraéledőben van. A Welsh National Opera Company állandó helyet kapott a Wales Millennium Centre-ben, Cardiff Bay-ben. A keményebb műfajú zenék is honosak Walesben. Európa egyik legjobb koncertzenekarának tartott Newporti származású Skindred, a reggae-zenét fuzionálta a metállal.

### Sport
A walesi futball kiemelkedő alakjai Ryan Giggs, aki a Manchester United-ban játszott, Aaron Ramsey, aki az Juventus-ban, és Gareth Bale, aki 2013 nyarán igazolt a Tottenham Hotspur csapatából a Real Madrid csapatába.
- Bővebben: Walesi labdarúgó-válogatott

## Nemzeti jelképek

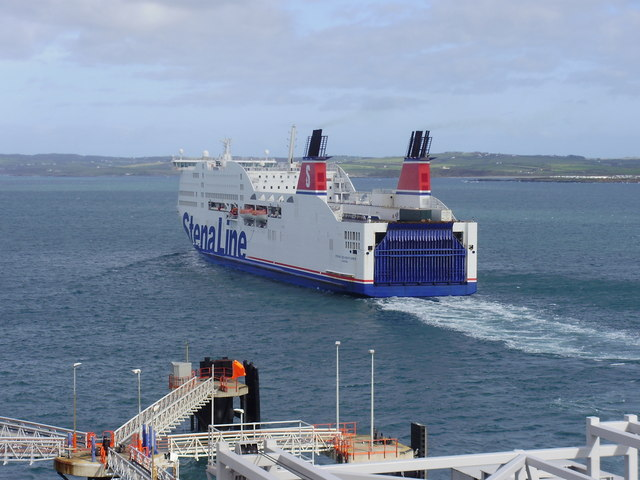
A Stena komp Holyheadben

- Nárcisz virág
- Vörös sárkány

Lásd még: A walesi zászlók képtára

## Ünnepek
- március 1.: Szent Dávid napja

### Magyarul
- Walesi álmok – Népszabadság, 2005. szeptember 3.
- Wales, a fenséges várak országa

### Angolul
- Wales – Általános adatok
- Rövid történelem Archiválva 2006. június 17-i dátummal a Wayback Machine-ben (angolul)
- Walesi Nemzetgyűlés
- Híres walesiek
- Visit Wales – A Wales-i Turisztikai Hivatal oldala
- További turista információk